# 立本寺

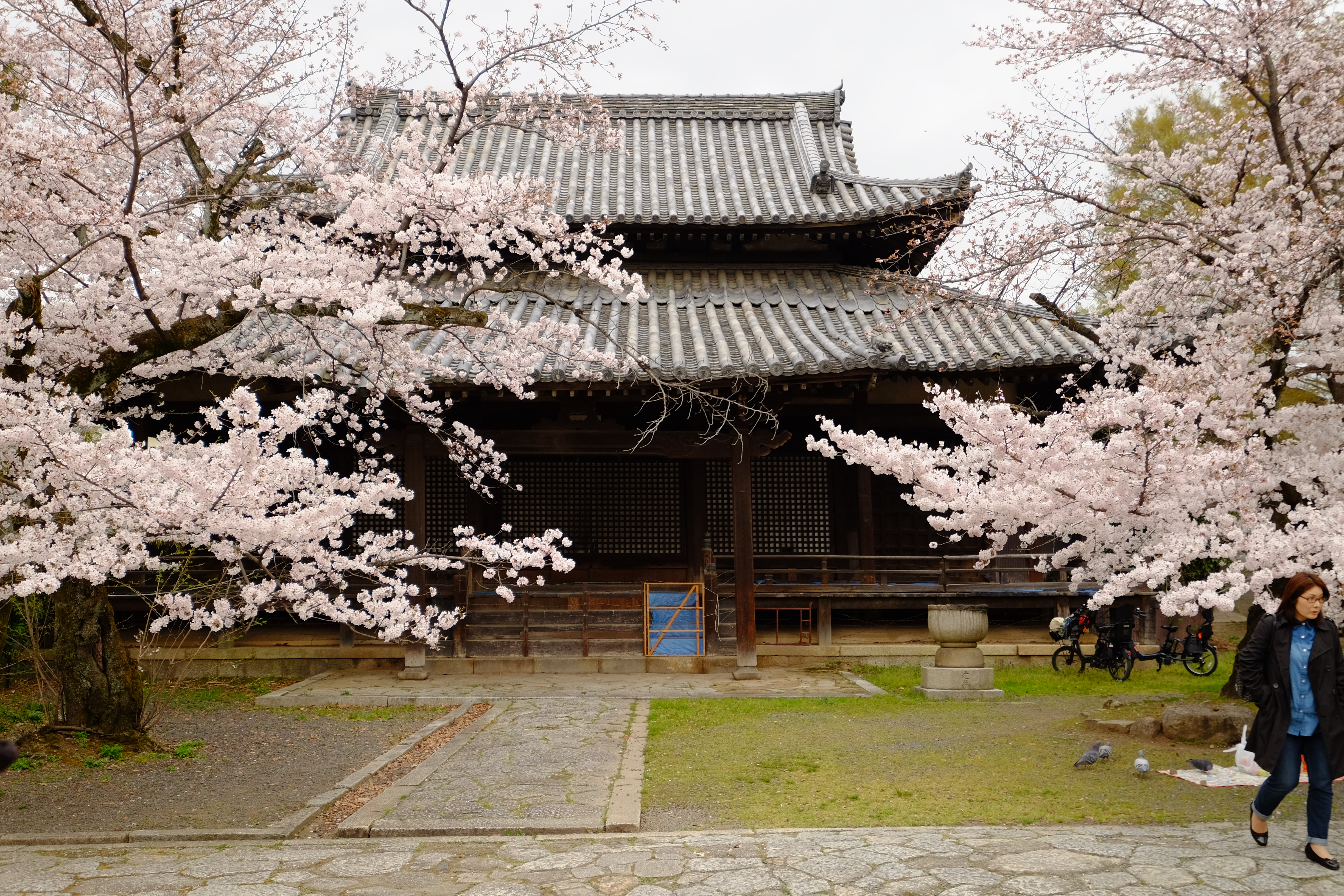
旧祖師堂 宿坊「四神閣」

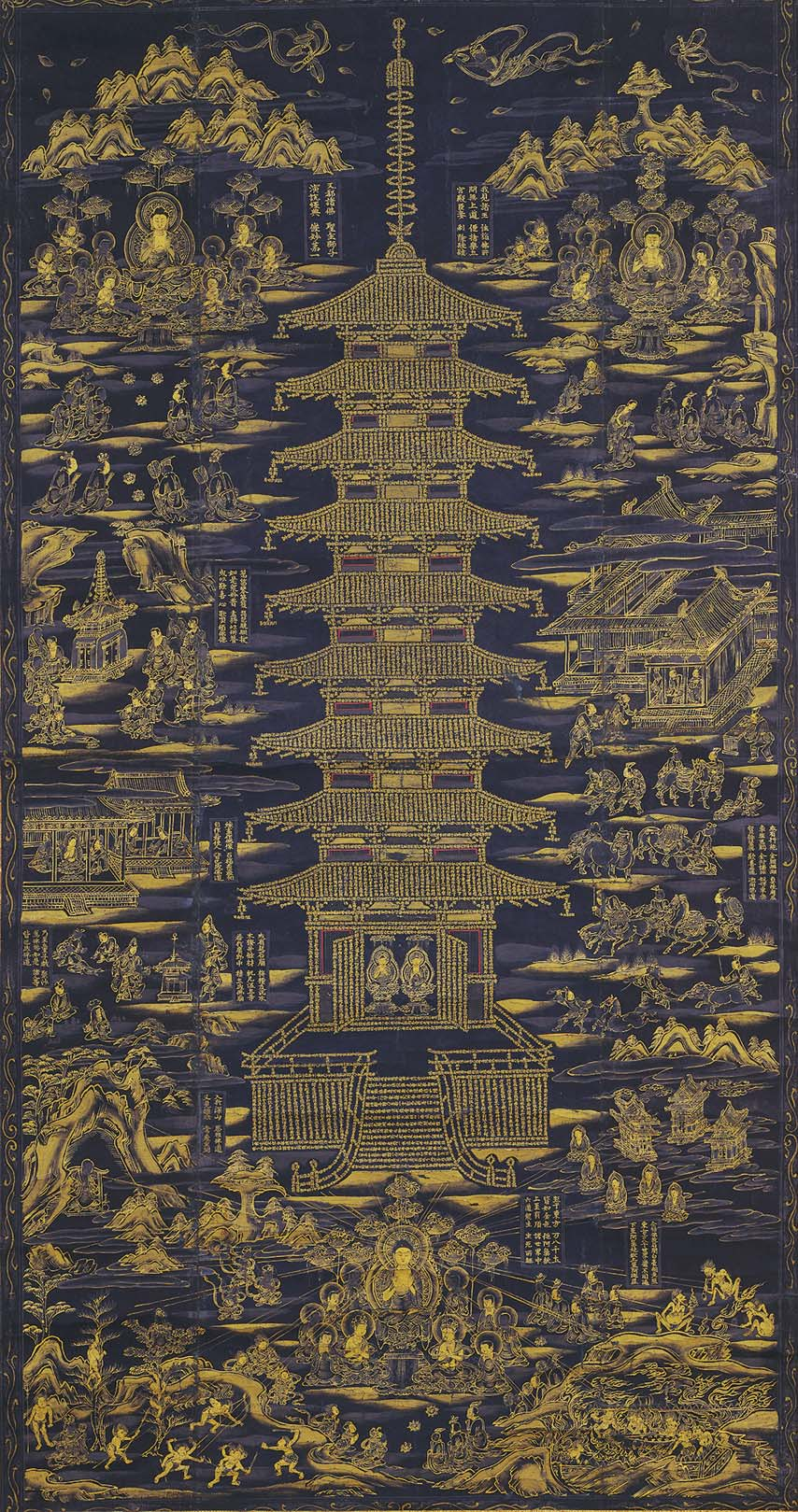
紺紙金銀泥法華経宝塔曼荼羅図 8幅のうち第一幅（法華経の文字で塔形を描く）

立本寺（りゅうほんじ）は、京都市上京区にある日蓮宗の本山（由緒寺院）の寺院。山号は具足山。本尊は十界曼荼羅。

## 歴史
当寺は、元亨元年（1321年）に日像によって京都最初の道場として御溝傍今小路（現・京都市上京区）に創建された妙顕寺の塔頭・龍華院を始まりとする。その後、妙顕寺や龍華院は暦応4年（1341年）に四条櫛笥（現・下京区四条大宮付近）に寺地を移している。
妙顕寺は嘉慶元年（1387年）に延暦寺により破却されるが、明徳4年（1393年）に三条坊門堀川（現・二条城南東付近）に再興されて寺号を妙本寺と改めた。しかし、応永20年（1413年）に妙本寺は再度山門により破却され、5世月明は丹波国に難を逃れた。応永23年（1416年）に日実は妙顕寺の旧地（四条櫛笥）に塔頭・龍華院を再興して本応寺と号したが、間もなく改称して立本寺と号した。その一方で、月明は五条大宮に妙本寺を再興（後に妙顕寺に復称）し、本応寺と対立している。なお、妙顕寺（妙本寺）と本応寺（立本寺）の分立については異説もあり、明徳4年（1393年）に日実が四条櫛笥の旧地に妙顕寺を再興し、本応寺（後に立本寺）と号したとする説もある。
当寺は、天文5年（1536年）に天文法華の乱で他の法華宗寺院とともに焼失し、堺に避難する。天文11年（1542年）に後奈良天皇は法華宗帰洛の綸旨を下し法華宗寺院は京都へ戻ることとなり、当寺は天文13年（1544年）に新町三条に伽藍を再建した。その後文禄3年（1594年）に豊臣秀吉の命により、寺町今出川（現・上京区立本寺前町）に再び移転した。
江戸時代には後水尾天皇より園林堂（客殿）を賜る程の名刹となっていたが、以後も何度か寺地を変えている。その後、京極今出川にあった時、宝永5年（1708年）に宝永の大火で一部を焼失している。
こうして当寺は現在地に移って再興されることとなったが、その際に旧地の京極今出川で類焼を免れた祖師堂、開祖廟、鐘楼堂、本堂前井戸屋形、経蔵等を現在地へ移築している。
江戸時代末期には塔頭は20ヶ寺あったが、現在では4ヶ寺の塔頭が残る。
具足山龍華院妙顕寺、具足山妙覺寺（北龍華）、立本寺（西龍華）の三寺で「龍華の三具足（りゅうげのみつぐそく）」と呼ばれている。
現住は97世上田日瑞貫首（京都市妙円寺より晋山）。生師松ヶ崎法縁。

## 境内
- 本堂（京都市指定有形文化財） - 寛保3年（1743年）再建[7]。
- 客殿（園林堂、京都市指定有形文化財） - 享保13年（1728年）再建。
- 庫裏
- 龍華庭園（京都市指定名勝） - 嘉永3年（1850年）頃に作庭。
- 旧祖師堂 宿坊「四神閣」 - 祖師堂をリノベーションした宿坊。
- 刹堂（鬼子母神堂、京都市指定有形文化財） - 文化8年（1811年）再建。
- 鐘楼（京都市指定有形文化財） - 旧地から移されたもので江戸時代中期の再建。
- 灰屋紹益の墓 - 吉野太夫を身請けした人物。
- 島左近の墓
- 正行院 - 塔頭。
- 教法院 - 塔頭。
- 光源院 - 塔頭。
- 大輪院 - 塔頭。
- 山門（総門、京都市指定有形文化財） - 安永7年（1778年）再建。

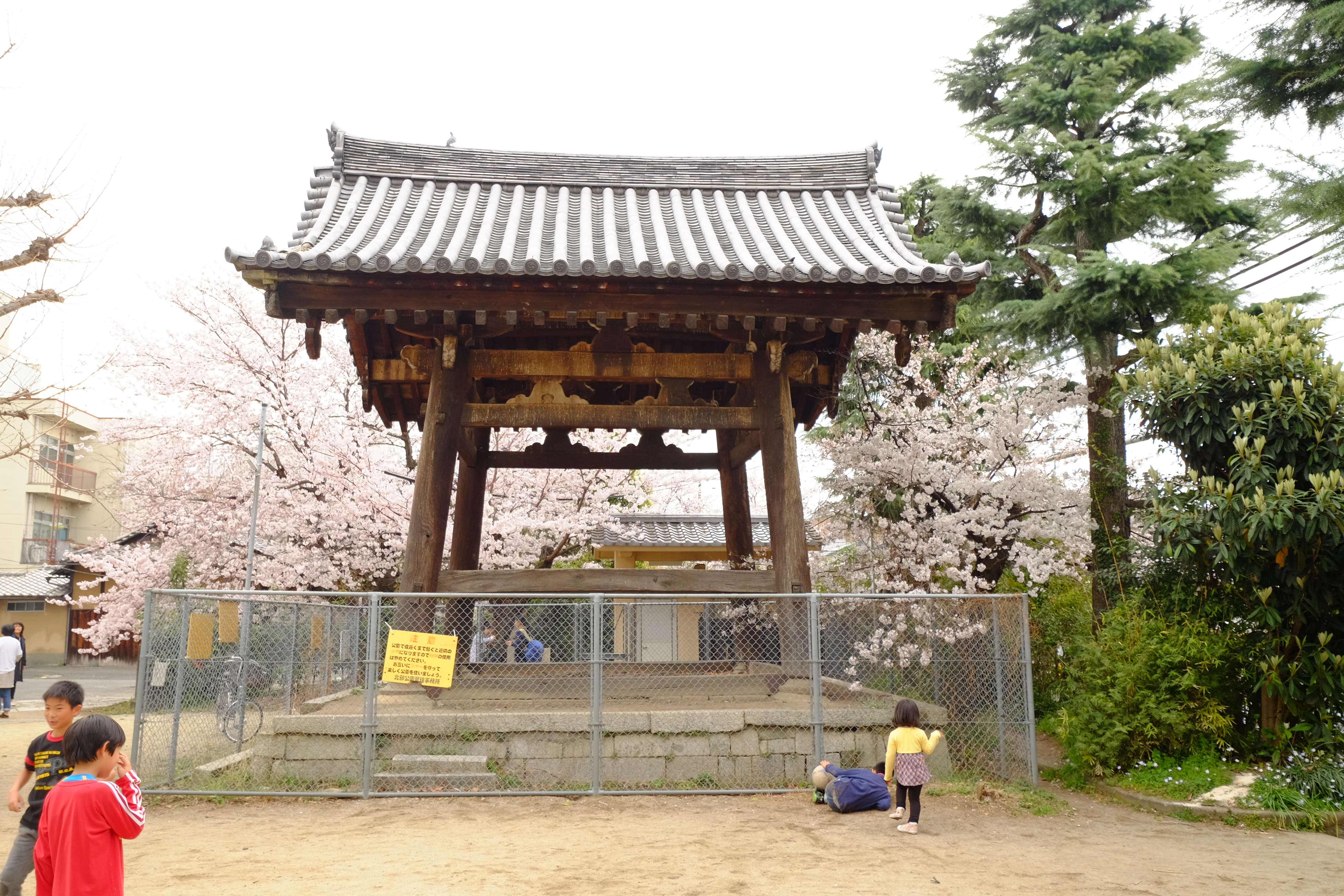
鐘楼
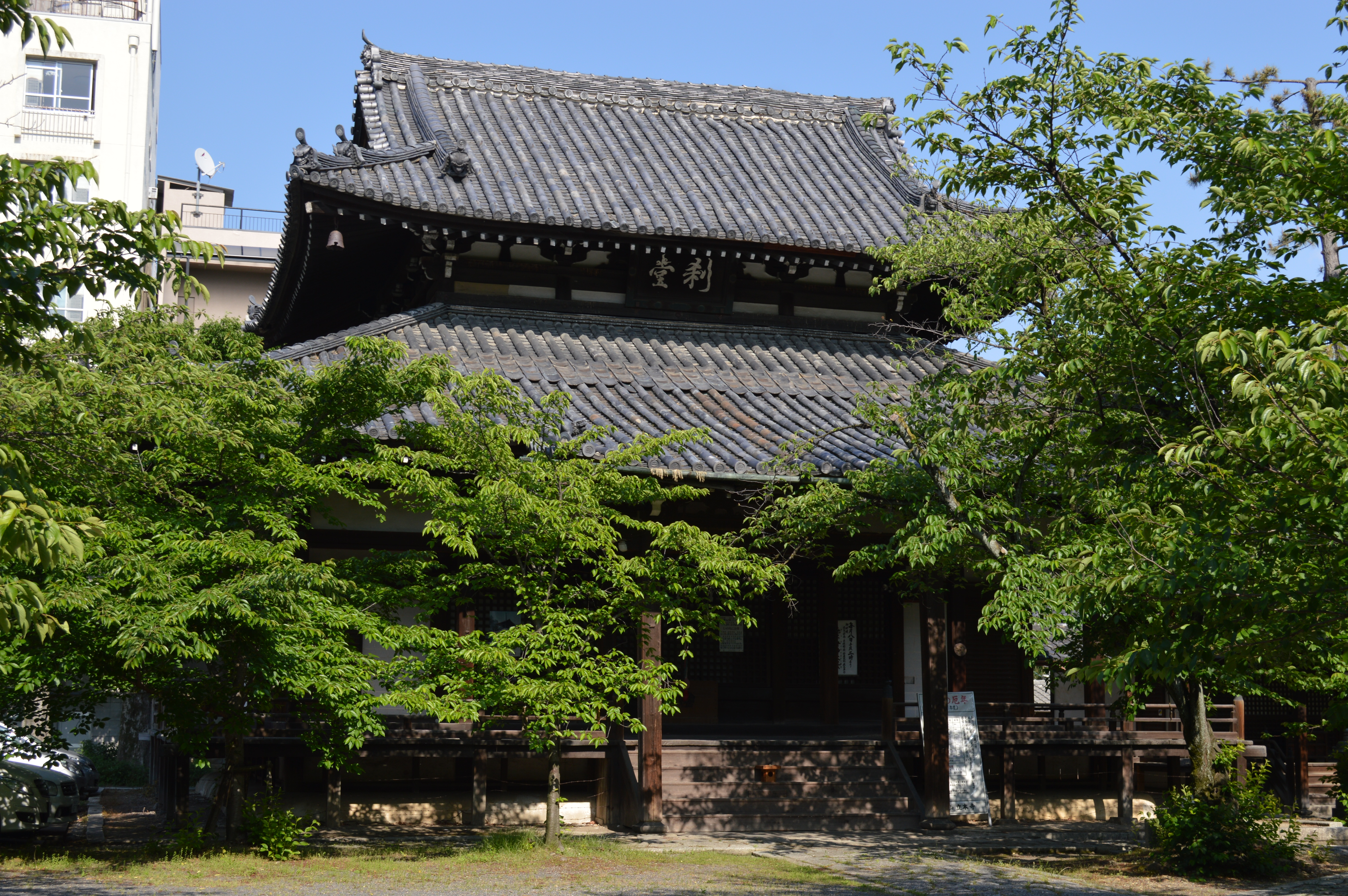
刹堂（鬼子母神堂）

## 文化財

### 重要文化財
- 紺紙金銀泥法華経宝塔曼荼羅図 8幅
- 法華経并観普賢経（藍紙） 7巻

### 京都市指定有形文化財
- 本堂
- 刹堂（鬼子母神堂）
- 客殿（園林堂） 附：玄関、小玄関
- 鐘楼
- 山門（総門）
- 紙本著色十六羅漢図 - 渡辺始興筆。
- 金剛力士像面部残欠 - 覚円作。

### 京都市指定名勝
- 龍華庭園

## 旧末寺
日蓮宗は1941年（昭和16年）に本末を解体したため、現在では旧本山、旧末寺と呼びならわしている。
| - 具足山教法院（京都府京都市上京区一番町）塔頭 - 具足山光源院（京都市上京区一番町）塔頭 - 具足山大輪院（京都市上京区一番町）塔頭 - 具足山正行院（京都市上京区一番町）塔頭 - 究竟山妙情寺（東京都台東区谷中） - 守栄山経王寺（新潟県糸魚川市新鉄） - 守栄山善行寺（上越市寺町） - 妙法山立像寺（富山県富山市梅沢町） - 体具山本顕寺（富山市梅沢町） - 津幡山本行寺（小矢部市八和町） - 妙法山立像寺（高岡市大坪町） - 一乗山本興寺（石川県金沢市薬師町） - 妙光山長久寺（金沢市東山） - 正久山妙立寺（金沢市野町） - 恵光山善隆寺（金沢市寺町） - 妙布山立像寺（金沢市寺町） - 済生山本是寺（金沢市弥生） - 久遠山長寿寺（七尾市小島町） - 久住山長興寺（七尾市小島町） - 光景山円明寺（山梨県甲府市下曽根町） - 長久山圓頓寺（愛知県名古屋市西区那古野） - 三光山妙照寺（岐阜県岐阜市梶川町） - 真浄寺（土岐市土岐津町土岐口） - 具足山妙経寺（滋賀県近江八幡市長福寺町） - 具足山妙感寺（近江八幡市馬淵町） - 寂光山浄國寺（近江八幡市牧町） - 古高山円成寺（守山市古高町） - 具足山本像寺（守山市今宿） - 具足山法華寺（守山市今浜町） - 久遠山正法寺（守山市水保町） - 法性山円融寺（草津市草津） - 霊亀山妙立寺（長浜市加田町） - 華園山本正寺（甲賀市水口町本町） | - 毫能山立泉寺（甲賀市水口町牛飼） - 妙遠山本行寺（甲賀市水口町北脇） - 長照山立善寺（東近江市合戸町） - 経王寺（蒲生郡日野町西大路） - 成就山法華寺（京都府京都市下京区西新屋敷中之町） - 妙法山燈明寺（京都市上京区佐竹町） - 松崎山妙円寺（京都市左京区松ケ崎東町） - 松崎山涌泉寺（京都市左京区松ケ崎堀町） - 龍王山秀典寺（京都市山科区安朱東海道町） - 長唱山大立寺（京都市山科区安朱東海道町） - 妙遠山善行寺（福知山市天田北岡） - 宝聚山本覚寺（京丹後市網野町網野） - 東明山妙寿寺（大阪府大阪市中央区中寺） - 妙照山行覚寺（大阪市阿倍野区阪南町） - 法性山妙円寺（豊能郡能勢町長谷） - 具足山櫛笥寺（堺市堺区櫛屋町東） - 長遠山立正寺（兵庫県豊岡市中央町） - 船橋山本高寺（豊岡市出石町魚屋） - 栄昌山立光寺（豊岡市日高町江原） - 四明山妙光寺（豊岡市日高町鶴岡） - 大乗山妙福寺（豊岡市日高町観音寺） - 広布山妙法寺（朝来市和田山町高生田） - 大法山常妙寺（山口県山口市駅通り） - 長久山善学寺（徳島県徳島市寺町） - 鷲栄山妙清寺（愛媛県松山市山田町） - 妙清寺末：真教山延立寺（松山市星岡） - 本妙山法善寺（松山市北条辻） - 日栄山妙昌寺（西条市東町） - 円光山林昌寺（西条市氷見） - 一乗山法華寺（今治市中浜町） - 精信山経王寺（四国中央市豊岡町大町） - 長喜山本就寺（福岡県北九州市小倉北区清水） - 円大山常立寺（田川郡福智町神崎） |

## 所在地
- 京都府京都市上京区七本松通仁和寺街道上ル一番町107

## アクセス
- 京福電気鉄道 北野白梅町駅より徒歩約15分。